# Ordem pelo Serviço à Pátria nas Forças Armadas da URSS
A Ordem pelo Serviço à Pátria nas Forças Armadas da URSS (em russo:  Орден «За службу Родине в Вооружённых Силах СССР»), também conhecida como Ordem "Pelo Serviço à Pátria nas Forças Armadas da URSS", foi uma ordem militar soviética concedida em três classes por excelência a militares.

## História
A Ordem pelo Serviço à Pátria nas Forças Armadas da URSS foi criada em 28 de outubro de 1974 por decreto do Presidium do Soviete Supremo da URSS, tornando-se a primeira ordem militar criada após o fim do Segunda Guerra Mundial.

## Estatuto do prêmio
A Ordem "Pelo Serviço à Pátria nas Forças Armadas da URSS" foi concedida a soldados do Exército Soviético, Marinha, de Fronteira ou Tropas Internas: por conquistas em combate e treinamento político, por manter alta prontidão de combate e desenvolver novos equipamentos militares; pelo alto desempenho em serviço; pelo cumprimento bem-sucedido de tarefas especiais de comando; pela coragem e dedicação demonstradas no desempenho das funções militares; por outros serviços prestados à Nação durante o serviço nas Forças Armadas.
Era dividida em três classes, primeira, segunda e terceira, sendo a primeira classe a mais alta. Cada classe foi concedida sequencialmente da terceira para a primeira.
Os destinatários da Ordem, de qualquer classe, tinham o direito de:
- prioridade na escolha dos alojamentos;
- viagens pessoais de ida e volta gratuitas anuais por trem (trens expresso ou de passageiros), por navio (em cabines de primeira classe, expresso ou linhas de passageiros), por ar ou por transporte rodoviário de longa distância;
- uso pessoal gratuito de todos os tipos de transporte urbano de passageiros em áreas rurais dentro dos limites da República (exceto táxis); Fotografia do tenente-coronel Anatoly Lebed vestindo sua ordem de 3ª classe.

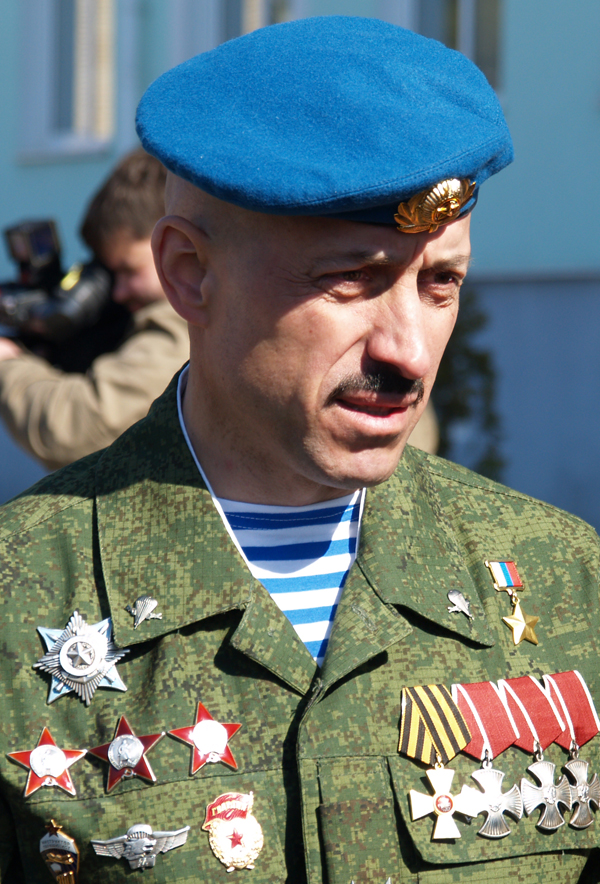
Fotografia do tenente-coronel Anatoly Lebed vestindo sua ordem de 3ª classe.

- vouchers gratuitos para um sanatório ou casa de repouso (uma vez por ano por recomendação de uma instituição médica);
- disponibilidade extraordinária para serviços comunitários prestados por empresas nacionais, instituições culturais ou educacionais; e,
- um aumento de 15% na pensão.

A Ordem "Pelo Serviço à Pátria nas Forças Armadas da URSS" é usada no lado direito do peito após a Ordem da Estrela Vermelha e por ordem de antiguidade de classe. Quando usada com Ordens da Federação Russa, as últimas tem precedência.

## Descrição do prêmio
A Ordem "Para o Serviço à Pátria nas Forças Armadas da URSS" consistia em duas estrelas de quatro pontas de 58 mm por 58 mm cruzadas em um ângulo de 90°, a estrela superior tendo os pontos vertical e horizontal. A estrela traseira era esmaltada de azul claro com bordas douradas e dois foguetes de prata oxidada convexos cruzados apontando para o canto superior esquerdo e superior direito. Os cones do nariz e as seções da cauda dos foguetes eram dourados. A estrela superior era constituída por raios divergentes, tendo ao centro um medalhão circular contendo uma estrela convexa de cinco pontas dentro de uma coroa de carvalho sobre fundo azul, circundada por uma fita esmaltada de cor branca com a inscrição: "pelo Serviço à Pátria na Forças Armadas da URSS" (em russo:  «За службу Родине в ВС СССР») nas laterais e na parte superior, e a imagem da foice e do martelo na parte inferior. O medalhão central foi sobreposto sobre uma âncora de prata oxidada e asas salientes de cima, de baixo e de ambos os lados. A Ordem pesava 64,5 gramas.
As principais diferenças entre as três classes da Ordem:
- 1ª classe - estrela superior de quatro pontas e estrela central de cinco pontas foram douradas;
- 2ª classe - a estrela superior de quatro pontas era prateada e a estrela central de cinco pontas era dourada;
- 3ª classe - a estrela superior de quatro pontas e a estrela central de cinco pontas eram prateadas.

As Barretas a serem usadas no uniforme no rack quando a Ordem não era usada eram:
- 1ª classe - azul com faixa central amarela de 6mm de largura;
- 2ª classe - azul com duas faixas centrais amarelas de 3mm de largura separadas por 1mm;
- 3ª classe - azul com três faixas centrais amarelas de 2 mm de largura separadas por 1 mm.

| 1 ª classe | 2ª classe | 3ª classe |
| ---------- | --------- | --------- |
|            |           |           |
| Barreta    |           |           |
|            |           |           |

## Destinatários
A primeira investidura da Ordem "Pelo Serviço à Pátria nas Forças Armadas da URSS" 3ª classe ocorreu em 17 de fevereiro de 1975, as primeiras ordens de 2ª classe foram concedidas em 30 de julho de 1976 e as primeiras concessões de 1ª classe em 1982 . De 1975 até o fim da ordem após a dissolução da União Soviética em 1991, 69 576 ordens de 3ª classe, 589 de 2ª classe e apenas 13 de 1ª classe foram concedidas. Abaixo estão alguns dos destinatários:

### Primeira Classe
- Major General Vasily Shcherbakov (11 de fevereiro de 1982)
- Tenente General Ivan Kolodyazhny (11 de fevereiro de 1982)
- Coronel General Ivan Zavyalov (16 de fevereiro de 1982)
- Capitão de 1ª classe Vasily Poroshin (16 de fevereiro de 1982)
- Coronel Genady Loshkarev (17 de maio de 1982)
- Tenente General Albert Bobrovsky (27 de dezembro de 1982)
- Capitão da 1ª série Aleksandr Kazakov (27 de dezembro de 1982)
- Coronel Yuri Orlov (27 de dezembro de 1982)
- Major-General das Tropas Internas Aleksandr Verevkin (1 de março de 1989)
- Almirante Valery Sergeev (5 de maio de 1989)
- Coronel Boris Agapov (24 de maio de 1989)
- Coronel General Georgy Baydukov (25 de maio de 1987)
- Coronel General Vladislav Achalov (22 de fevereiro de 1990)

#### Segunda e terceira classes
- Ex-coronel e 3º presidente da República Chechena da Ichkeria Aslan (Khalid) Aliyevich Maskhadov
- Tenente General e político Alexander Ivanovich Lebed

- Marechal da União Soviética Sergei Leonidovich Sokolov
- Cosmonauta Major General Andriyan Grigoryevich Nikolayev
- Cosmonauta Major General Alexey Arkhipovich Leonov
- Cosmonauta Tenente General Georgy Timofeyevich Beregovoy
- Cosmonauta Major General Vladimir Aleksandrovich Shatalov
- Cosmonauta Coronel Boris Valentinovich Volynov
- Cosmonauta Coronel General Pyotr Ilyich Klimuk
- Cosmonauta Major General Vladimir Aleksandrovich Dzhanibekov
- Cosmonauta Major General Vladimir Vasiliyevich Kovalyonok
- Teste Cosmonauta Coronel Viktor Mikhailovich Afanasyev
- Marechal da União Soviética Aleksandr Mikhaylovich Vasilevsky
- Cosmonauta Coronel Anatoly Nikolayevich Berezovoy
- Cosmonauta Coronel Valery Ilyich Rozhdestvensky
- Capitão 3º Rank Valery Mikhailovich Sablin